# Гущинецька сільська рада
| Гущинецька сільська рада — орган місцевого самоврядування у Калинівському районі Вінницької області з адміністративним центром у с. Гущинці. Сільраді підпорядковані населені пункти: - с. Гущинці - с. Кам'яногірка |

## Склад ради
Рада складається з 16 депутатів та голови.

## Керівний склад сільської ради
| ПІБ                       | Основні відомості                                                               | Дата обрання | Дата звільнення |
| ------------------------- | ------------------------------------------------------------------------------- | ------------ | --------------- |
| Довгалюк Михайло Петрович | Сільський голова, 1974 року народження, освіта, член Партії «Реформи і порядок» | 26.03.2006   | 31.10.2010      |
| Довгалюк Михайло Петрович | Сільський голова, 1974 року народження, освіта вища, член Партії регіонів       | 31.10.2010   |                 |

Примітка: таблиця складена за даними джерела